# Castillo de Teck

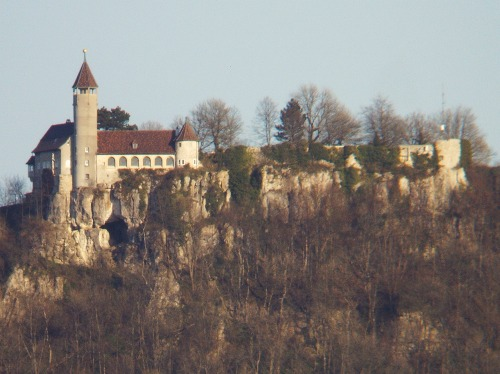
El castillo de Teck.

El castillo de Teck fue un castillo ducal en el Reino de Wurtemberg, inmediatamente al norte del Jura de Suabia y al sur de la ciudad de Kirchheim unter Teck (actualmente en el distrito de Esslingen), que toma su nombre de la cresta de 2544 metros de altura que lo corona. Fue destruido en la Guerra de los Campesinos (1525) y reconstruido en los siglos XIX y XX.
En 1863, el título de «Príncipe de Teck» fue conferido como un título de cortesía por el rey Guillermo I de Wurtemberg para los hijos del matrimonio morganático de su primo el duque Alejandro de Wurtemberg (1804-1885) con Klaudia Rhédey Kis-Rhéde (1812-1841), ennoblecida como condesa de Hohenstein. En 1871, el príncipe Francisco, el hijo mayor del duque Alejandro, fue creado Duque de Teck. Su hijo mayor, Adolfo, recibió el título en 1910. 
La princesa María de Teck es considerada el miembro más reconocido de la familia Teck; fue reina consorte de Jorge V del Reino Unido.